# Pedro Boide
Pedro Boide fue un futbolista argentino que se desempeñaba como puntero derecho. Se destacó en Tigre durante el amateurismo. También integró la Selección de fútbol de Argentina.

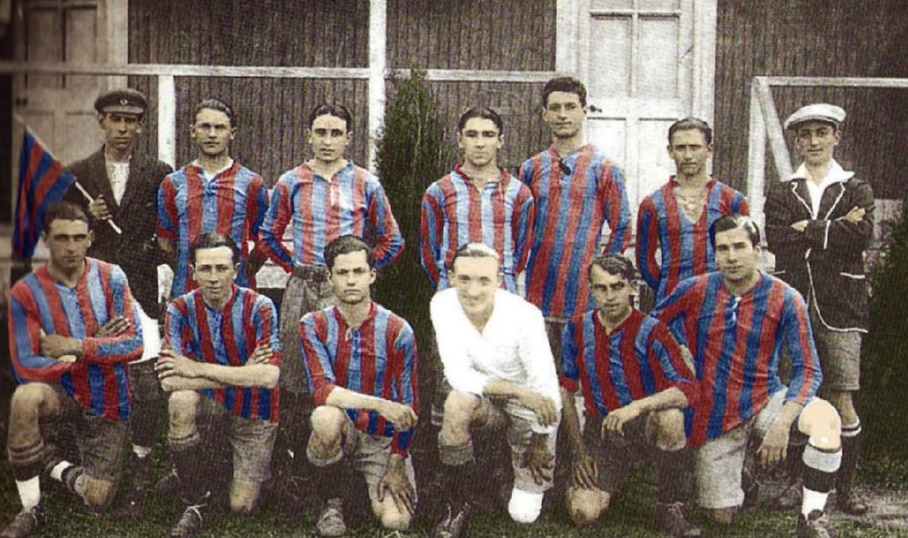
Tigre en 1917. Parados (de izquierda a derecha): Barrabás (ayudante), Adolfo Heisinger, Pedro Boide, Alfredo Martín, Arnoldo Gelpi, Luis Pravatto y Ernesto Palma (árbitro); agachados: Luis Scampini, Atilio Juanpérez, Emilio Hammerer, Ernesto Lerini, Luis Gilardi y Juan Accinelli.

## Historia
Deportista cabal, de ético comportamiento y condiciones de líder, llegó a Tigre en 1916 procedente de Kimberley donde jugaba desde 1909. De inmediato se consolidó como delantero, conformando con Adolfo Heisinger un ala derecha que -en varias ocasiones- fue convocada para integrar el Combinado Provincial y el de la Federación Argentina. Por el respeto que imponía en sus compañeros, sus cualidades de mando y conocimiento de la preparación física, también ocupó la capitanía del equipo.
Curiosamente, entre 1920 y 1921, fue arquero titular en tres ocasiones: ante Barracas Central, Independiente y Vélez Sarsfield.
Hasta 1922 se destacó en Tigre, disputando 144 partidos y marcando 48 goles, continuando su carrera en Boca Alumni, Urquiza, San Fernando, Platense y Vélez Sarsfield, para luego pasar a desempeñarse como profesor de tenis, básquet, pelota paleta y hockey sobre patines en las instituciones Obras Sanitarias y Municipalidad de Buenos Aires.
Falleció en agosto de 1964 cuando había cumplido 68 años.

## Trayectoria
| Equipo          | País      | Período   |
| --------------- | --------- | --------- |
| Kimberley       | Argentina | 1909-1915 |
| Tigre           | Argentina | 1916-1922 |
| Comercio        | Argentina | 1919      |
| Boca Alumni     | Argentina | 1923      |
| Urquiza         | Argentina | 1923      |
| San Fernando    | Argentina | 1924      |
| Platense        | Argentina | 1926      |
| Vélez Sarsfield | Argentina | 1931      |